# 憤怒的小鳥里約版
《憤怒鳥里約版》，是Rovio娛樂開發的一款休閒益智类遊戲，是憤怒鳥系列的第三款遊戲。改编自蓝天工作室的动画电影《里約大冒險》。遊戲於2011年3月22日上架，於2020年2月3日下架。

## 背景及玩法
遊戲的背景是一群憤怒的小鳥被強行帶到巴西里約熱內盧。和前作一樣，在遊戲裏，玩家控制一架彈弓發射無翅小鳥來击打建築物和敵人。但遊戲中加入了不少新元素，例如第一次出現的頭目角色，並以電影《奇鸚嘉年華》作為故事藍本。不过和前作不同的是，玩家並不是以摧毀關卡中的小豬為最終目的，而是要拯救被困的同類或摧毀關卡中的狨。
在第二部中，小鸟受邀请而开展了新故事。
除了以上角色，在少數关卡中，一隻名為Luiz的狗（同樣是電影中的角色）會協助玩家摧毀關中的建築以獲得更高分數。

## 角色介绍

### 鸟

#### 红火（红鸟）
开启环节：一开始的时候
技能：无
简介：这是最普通最具代表性的小鸟，但红色小鸟的威力大但作用不大，不算强悍。

#### 蓝冰（蓝鸟）
开启环节：第1章节，第1关，第6小关
技能：分身
简介：这种小鸟的威力在于，一次可以射出三只小鸟，玩家可以让蓝色小鸟各个突破，击中一系列目标，但最理想的状态是，让三者近距离出击同一个目标，发挥最大攻击力。这样就玩家可以对构筑物造成最大的破坏性，一次出击就可以攻破坚固的壁垒。一般适合对付玻璃，对付别的较弱。

#### 黄风（黄鸟）
开启环节：第1章节，第1关，第11小关
技能：加速
简介：这种小鸟虽然极其神速，但碰到石壁和玻璃墙时的攻击力仍然有限。用这种小鸟进攻木头壁垒简直像捅破一层纸一样好用，这样玩家就可以闪电袭击敌人，让敌人葬身于堡垒的废墟之中。

#### 白弹（白鸟）
开启环节：第2章节，第1关，第6小关
技能：下炸蛋
备注：蛋碰到鸟或会反弹的东西（雨伞、游泳圈等）会弹起来
简介：这是一种可在空中下蛋的小鸟，轻按屏幕就可以在空中下炸蛋。注意，小鸟飞得离地面目标越近，产生的破坏性就越大哦。另外别忘了，如果玩家不让白色小鸟下蛋，这种鸟还可以当作经典的红色小鸟一样使用。

#### 阿藍和珠儿
开启环节：第2章节，第2关，第15小关
结束环节：第3章节，第2关，第15小关（铁链被路易兹锯开，但珠儿被敌人抓走）
技能：直线飞行（珠儿為主）
简介：布鲁和珠儿就是20世纪福克斯的动画电影《里约大冒险》中的角色形象，在4-15关现身。为拴在一起的两只蓝色鹦鹉。轻按屏幕可让这些小鸟以直线冲向目标。
（在4-15关中，玩家可以让这些小鸟发挥神通广大之力，攻击Nigel，也可以让布鲁和珠儿撞击后墙，引爆TNT箱子。）

#### 黑炮（黑鸟）
开启环节：第3章节，第1关，第12小关
技能：爆炸
体型较大，重量重，会爆炸，撞击力强，爆炸力强，气浪中等。适合攻击混凝土。

#### 路易兹
开启环节：第3章节，第2关，第15小关
结束环节：第3章节，第2关，第15小关（留在海滩，小鸟们则继续旅程）
类型：不是像鸟一样发射出去，而是辅助的人物。严格来说，它是道具。
简介：一开始藏在草丛中的斗牛犬，只有沙滩球出现在Luiz面前时才会移动，破坏力极大，能撞碎一切挡道的物体。（20世纪福克斯的电影《里约大冒险》中的角色形象）

#### 阿藍
开启环节：第4章节，第1关，第1小关（Jewel在前一关被抓）
结束环节：无（虽然8-15结束后提示被抓现象，但在第5、6章节依然出现）
技能：翻滚
简介：（20世纪福克斯的动画电影《里约大冒险》（Rio）中的角色形象）

#### 虹羽（大红鸟）
开启环节：第5章节，第1关，第1小关
技能：无
简介：外形为红色小鸟的放大版，体型大，重量中等，无特效。但攻击力极强，撞击地面时有弹性，弹起后碰到物体伤害力中等。

#### 绿颜（绿鸟）
开启环节：第六章节，第1关，第6小关
技能：回旋
简介：嘴巴大，像回旋镖，点击屏幕，就可以攻击壁垒的后方。

#### 气腾（橙鸟）
开启环节：第六章节，第2关，第3小关
技能：膨胀
简介：触摸后会鼓胀庞大，产生巨大的威力。

#### 粉黛（粉鸟）
开启环节：第九章节，第1关，第4小关
技能：能以自身为中心，释放载物泡沫，使物体悬浮并上升，泡沫随后消失，物体坠落，造成破坏。

### 敌人

#### 鸟笼
大鸟笼，防御力弱；小鸟笼，防御力极弱。（第一章节和第五章节至第六章节的攻击目标）
5000分

#### 猴子
和原版的普通猪一样，防御力弱。（第二~四、七、八章节的攻击目标）
5000分

#### 耐久（Boss）
体型大，防御力十分强。4-15关相当于混凝土的5倍，12-15则相当于混凝土的7倍。一直在空中飞，不会碰到任何东西。（出现在4-15小关和12-15。而且是单独出场。12-15关中HP上升）
10000分

#### 莫绒（Boss）
体型大，防御力也十分强。一直跳来跳去，越打，它跳得越快。（出现在8-15关和14-15关。而且是单独出场，14-15关中还带了一群猴子）
10000分

## 章节场景
第一章节底关（1-30）
这一底关没有任何Boss人物，只是出现了布鲁和珠儿所关的笼子。
第二章节底关（2-30）
Boss人物奈杰尔出现，HP是混凝土的5倍。
第三章节底关（3-30）
没有Boss人物，只是路易兹出现。路易兹能够撞掉在地面上的所有东西（实体墙除外）。
第四章节底关（4-30）
莫绒出现，会不停地跳跃，越打，它跳得越快。
第五章节底关（5-30）
没有Boss人物，出现飞机，小鸟开着花车追飞机，同时救出飞机上的鸟。
第六章节底关（6-30）
奈杰尔再次出现，它的HP提升，达到了混凝土的7倍。
第七章节底关（7-30）
莫绒再次出现，并且带领了猴子。
第八章节底关（8-30）
没有boss人物，只有一群猴子。
第九章节底关（9-20）
没有boss人物，只有一群猴子。
第十章节底关（10-20）
出现一堆鸟笼，最大的是奈杰尔。

## 市場反應
Metacritic給予88分（滿分100分），但有Pocket Gamer用戶指出遊戲雖然質素高，但欠缺新意；遊戲評價網站Gamezebo也有用戶指出遊戲「有點反高潮」。
此遊戲自從推出已被下載超過一千萬次，並於App Store及Google Play成為最熱門的應用程式之一。

## 原文注釋
1. ↑  原文：「what Angry Birds Rio lacks in new ideas and freshness, it makes up in quality gameplay and good value」
2. ↑  原文：「a little anti-climactic」